# 大戟科钩丝壳
大戟科钩丝壳（学名：Uncinula euphorbiacearum）是属于白粉菌目白粉菌科钩丝壳属的一种真菌，寄生在大戟科植物上。该种分布于中国。